# Castello del Catajo
Hrad Catajo (it. Castello del Catajo) v obci Battaglia Terme je monumentální stavba s 350 místnostmi v těsné blízkosti Euganejských vrchů (jižně od Padovy), kterou nechal v 16. století postavit Pio Enea I. Obizzi. V 17. a 18. století jej stejný rod Obizzi rozšířil, později jej Rakouští-Este, vévodové z Modeny a Reggia, přeměnili na vévodský palác a nakonec se stal prázdninovou rezidencí Habsburků, rakouských císařů. Hrad je dodnes v soukromém vlastnictví a je přístupný veřejnosti jako muzeum.
Původ názvu není jasný: předpokládá se, že není odvozen od Catai (název používaný ve středověku pro označení Číny), ale spíše odkazuje na "Ca' Tajo", tj. "kanál", s možným odkazem na hloubení kanálu Battaglia, který přetnul mnoho zemědělských pozemků na polovinu. Budova se zdá být hybridem mezi vojenským hradem a knížecí vilou, nepochybně na přání samotného mecenáše, který si Catajo představoval jako velké ceremoniální místo, kde se hosté z celé Evropy mohli bavit na večírcích, plesech a divadelních představeních.

## Historie

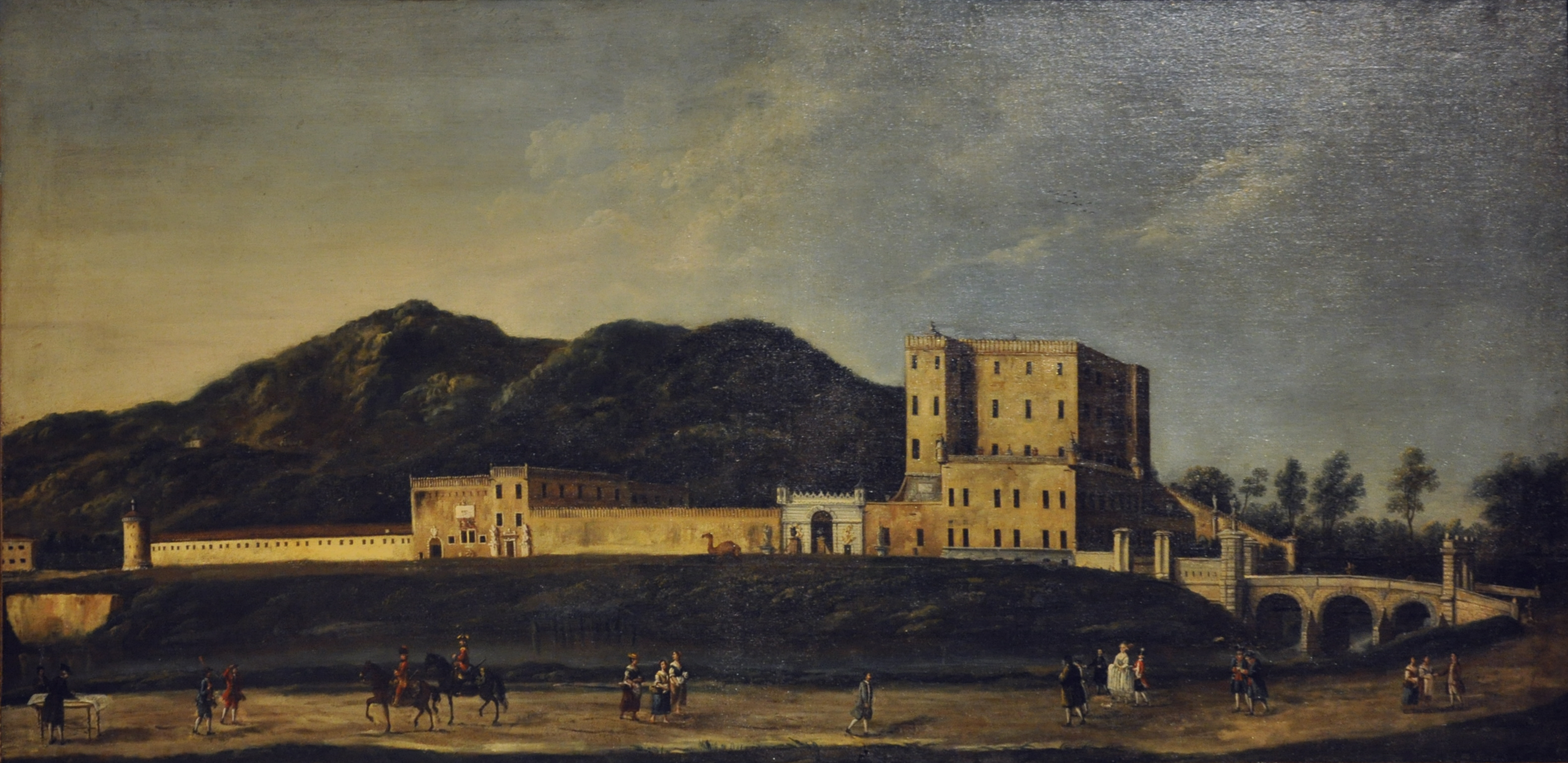
Hrad Catajo na olejomalbě z 18. století.

Rod Obizzi burgundského původu přišel do Itálie s předkem Obiciem I., kondotiérem, v družině císaře Jindřicha II. v roce 1007. Původně se usadili v Lucce, později se přestěhovali na území Benátské republiky. Původním jádrem hradu byla "Casa di Beatrice" (Dům Beatrice), postavená pravděpodobně mezi koncem 15. a začátkem 16. století jako letní sídlo Beatrice Pio da Correggio, spisovatelky, která v "Ca' sul Tajo" pořádala jeden z nejvýznamnějších literárních salonů té doby.
V roce 1570 se Pio Enea I. Obizzi rozhodl stavbu rozšířit, aby vyhovovala slávě rodu, a vybudoval to, čemu se dnes říká Castel Vecchio (Starý hrad). Podle některých zdrojů ji navrhl sám Obizzi, ale pravděpodobnější je, že projektem byl pověřen architekt Andrea da Valle. Budova byla postavena během pouhých tří let, v letech 1570 až 1573, horní část byla přistavěna v 19. století. V 17. století hrad rozšířil Pio Enea II., který přistavěl Cortile dei Giganti (Nádvoří obrů) a malé divadlo se šestnácti lóžemi, jedno z prvních krytých divadel v regionu Benátsko. V 18. století ji dále rozšířil Tommaso Obizzi, který vytvořil velkou galerii sloužící jako muzeum, v níž byly umístěny rozsáhlé a slavné sbírky, které byly mezi prvními zpřístupněny veřejnosti.
Rod Obizzi vymřel v roce 1803 s markýzem Tommasem a hrad přešel na vévody z Modeny a Reggia; za Františka IV. Modenského bylo postaveno křídlo viditelné výše, známé jako "Castel Nuovo" (Nový hrad), které hostilo návštěvu císařů Ferdinanda I. a Marie Anny Savojské v roce 1838. Později František V. Modenský a jeho manželka Adelgonda Bavorská přestěhovali celý estský dvůr z Modeny do exilu do Vídně. Protože zemřeli bezdětní, připadl hrad Catajo dědičnému rakouskému arcivévodovi Františku Ferdinandovi (dle dohody mezi Františkem V. Modenským a Karlem Ludvíkem, otcem Františka Ferdinanda), který sem jezdil na své oblíbené lovecké výpravy. V roce 1914 byl v Sarajevu zavražděn (tato událost vyvolala vypuknutí první světové války) a hrad Catajo přešel do vlastnictví posledního rakouského císaře Karla I. a jeho manželky Zity Bourbonské Parmské. Během těchto přechodů byla zbrojnice, která patřila k nejbohatším v Evropě, a rozsáhlá sbírka antických památek, k níž patřila i část vlysu z Parthenonu, spolu s velkou sbírkou hudebních nástrojů a obrazů, převezeny na zámek Konopiště, do Hofburgu a do Uměleckohistorického muzea ve Vídni. Po první světové válce bylo Catajo přiděleno italské vládě jako reparace za válečné škody; v roce 1929 bylo prodáno rodině Dalla Francesca, která z něj udělala tabákovou farmu, jež fungovala až do 70. let 20. století.
Hrad byl poprvé zpřístupněn veřejnosti v roce 1994. V roce 2016 hrad koupil Sergio Cervellin a v tomto roce byly zahájeny první restaurátorské práce, jejichž cílem je navrátit hradu jeho původní lesk. V roce 2018 byla dokončena obnova Cortile dei Giganti , rozsáhlého monumentálního přístupového prostoru k hradu. Na světlo se vrátily původní fresky ze 17. století od Pietra Antonia Cervy a Ippolita Ghirlandy, které byly v 19. století zakryty. Nalezený povrch vnějšího obrazového aparátu patří k nejvýznamnějším, které byly v posledních desetiletích v regionu Veneto objeveny.

## Popis

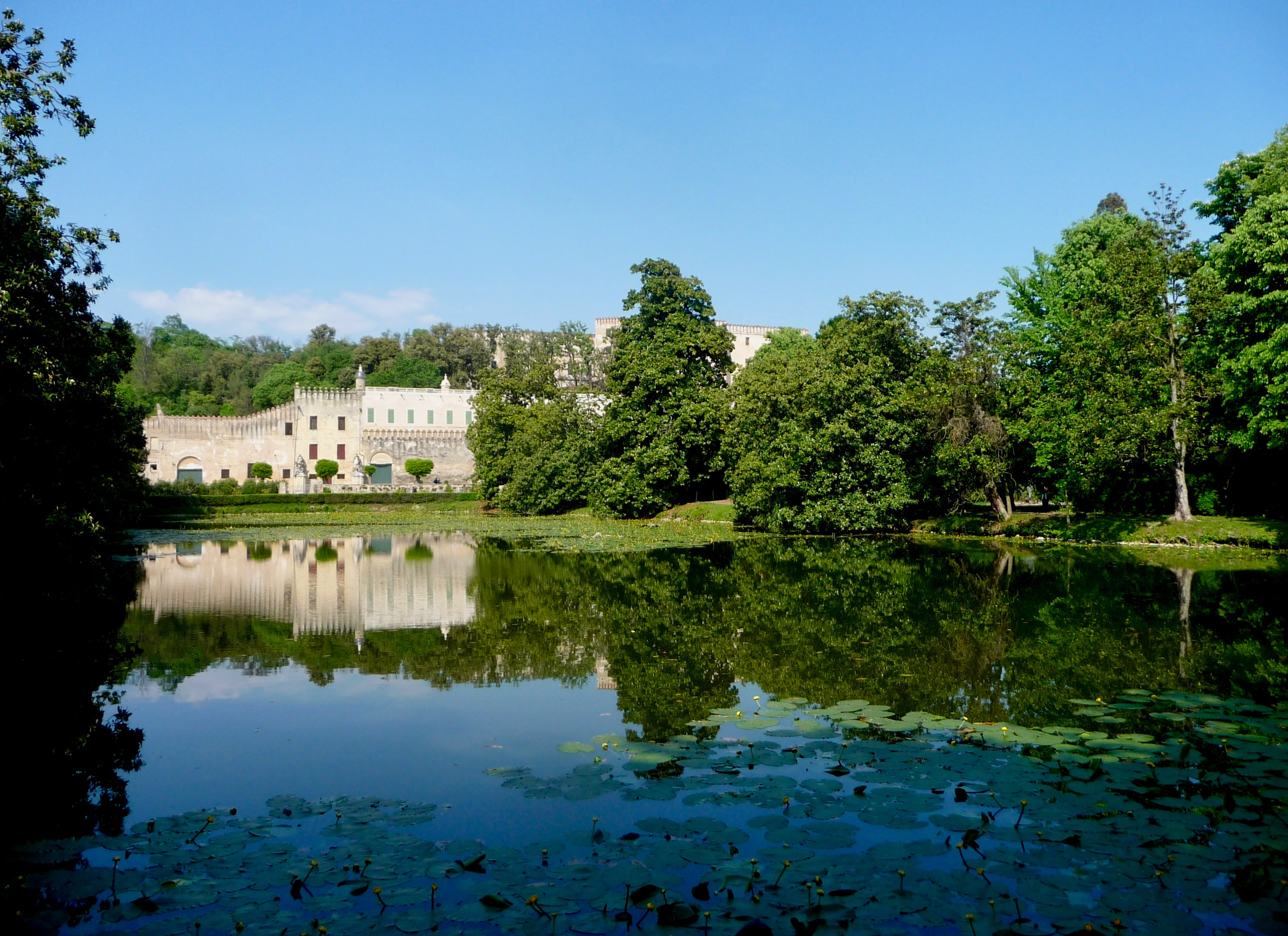
Pohled na park.

Vstupní portál, který Tommaso Obizzi přeměnil v triumfální oblouk, umožňuje vstup na nádvoří Cortile dei Giganti, které bylo často využíváno pro divadelní představení (která rodina Obizzi velmi milovala) a pro turnaje, včetně vodních, protože spodní část mohla být zaplavena. Mezi dalšími fontánami se naproti vchodu nachází "Sloní fontána", kterou nechal postavit Pio Enea II Obizzi v druhé polovině 17. století a v níž se mísí mytologické reminiscence (Bakchus) a záliba v exotice. Odtud začínají vnější schody postavené tak, aby se po nich dalo vyjet na koni. Na vnitřním schodišti je vidět, že stavba stojí na živé hornině kopce (trachytu z Euganejských vrchů).

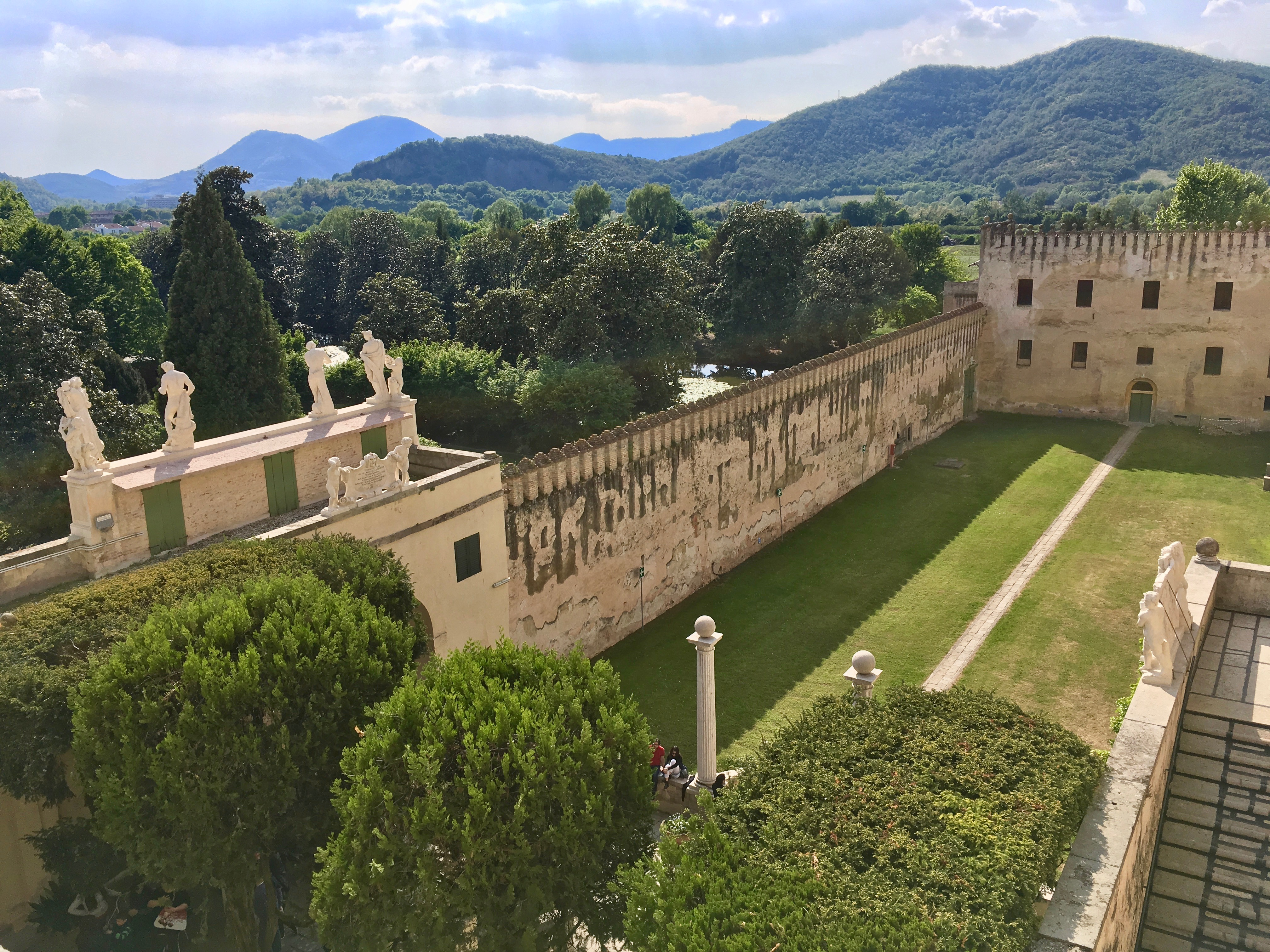
Nádvoří Cortile dei Giganti.

Původně byly malby plánovány pouze na vnější stěny (dnes již zmizelé), ale v roce 1571 Obizziové vyzvali Giovanniho Battistu Zelottiho (spolupracovníka Paola Veroneseho), aby freskami vylíčil hrdinské činy své rodiny na vnitřních stěnách, čímž vznikl jeden z prvních oslavných freskových cyklů v severní Itálii a jeden z nejvýznamnějších renesančních cyklů ve vile. Sága rodiny Obizzi byla vylíčena v obrazech na čtyřiceti panelech v šesti různých místnostech.
V piano nobile se tak nachází jeden z nejvýznamnějších příkladů sebeoslavné malby v severní Itálii, dílo Giovanni Battisty Zelottiho. Vstupuje se do velkého sálu s freskami, v jehož dolní části je vyobrazen rodokmen rodu Obizzi od zakladatele Obicia I. (Obizzo Obizzi) až po stavitele hradu Pia Enea I. Obizzi. Na stěnách jsou namalovány různé (pozemní i námořní) bitvy a křížové výpravy, jichž se členové rodiny zúčastnili; díla jsou vyobrazena s popisky v italštině a latině. Na stropě jsou vyobrazeny tři formy vlády: "Demokracie" (Řím), "Aristokracie" (Benátky) a "Monarchie" (Náboženství); kolem první z nich jsou příčiny jejího pádu ("Hrabivost" a "Nesvár"), zatímco Benátky mají s sebou "Rozvážnost", "Příležitost", "Svornost" a "Mír", a konečně kolem Monarchie stojí "Štěstí" a "Štěstěna", "Mírnost" a "Odvaha". Ve stejném patře se nachází pět dalších místností s freskami, opět s vyobrazeními událostí a činů rodiny, které jsou na stropech a překladech dveří zjemněny různými alegoriemi.
Uvnitř hradu se nachází také neobvyklá vznešená kaple v novogotickém stylu, postavená v roce 1838 pro návštěvu rakouských císařů, celá ze dřeva, vymalovaná pestrými barvami a pozlacená. Na hradě se nachází také "krvavý kámen" připomínající vraždu Lucrezie Obizzi, jeden z nejkrvavějších zločinů 17. století v Benátsku; k hradu se pak váže legenda o zjevení jejího ducha.
Z velkého sálu je přístup na terasy, odkud se otevírá nádherný výhled na Euganejské vrchy, zahrady v komplexu a park. V parku se nalézá rybník a četné staleté sekvoje a magnólie, které byly jako první dovezeny do Evropy z Ameriky. V zahradě Giardino delle Delizie byla v roce 2017 obnovena starobylá růžová zahrada se sbírkou starých růží z 16. až 20. století.